# Liberalismo planejado
Liberalismo planejado é uma política econômica que visa fundir o que considera os melhores conceitos do capitalismo e do socialismo, sendo seguida em Camarões desde a década de 1960. O político camaronense Abel Eyinga o vê mais como um dirigismo africano, enquanto Pierre Chauleur o vê mais como uma variante humana do socialismo. Ele tem características de uma economia planejada, nacionalismo econômico e capitalismo clientelista. Políticas similares também foram aplicadas em outros países africanos.

## Liberalismo planejado em Camarões
Em 1965, Camarões mudou sua filosofia econômica anterior, o socialismo africano, sob a orientação de seu primeiro presidente, Ahmadou Ahidjo. Sob o liberalismo planejado, o Estado começou a regular e gerenciar os recursos naturais e orientar o investimento estrangeiro em setores econômicos específicos ou áreas geográficas. No processo, o governo fez parcerias com empresas estrangeiras para criar várias empresas paraestatais (podem ser consideradas entidades afiliadas ao governo, concebidas para atender às necessidades objetivos comerciais e capitalistas de Estado). Entretanto, incentivou a iniciativa e o investimento privados e o funcionamento das forças de mercado. O capitalismo levou ao desenvolvimento econômico em todo o mundo, mas também a um fosso crescente entre ricos e pobres. O socialismo tentou combater a desigualdade econômica através de uma economia planejada, mas não conduziu a uma melhoria direta da situação dos cidadãos. O planejamento liberal, de acordo com Ahidjo, levou à prosperidade direta. Ahidjo disse que "não havia mais uma lacuna absoluta entre as duas fórmulas" (ou seja, o socialismo marxista e o capitalismo ocidental), Ahmadou Ahidjo ele próprio era um anticomunista. Os camaroneses foram encorajados a criar as suas próprias empresas (modernas) para que um setor privado pudesse surgir e o país abrir suas portas para investidores estrangeiros que foram incentivados a investir o seu dinheiro em empresas mistas (metade privadas, metade propriedade governamental). No entanto, quando a economia declinou nas décadas de 1970 e 1980, o governo decidiu privatizar as empresas mistas. A intenção era que a antiga quota estatal acabasse então nas mãos dos camaroneses (nacionalismo econômico). O liberalismo planejado era fortemente intervencionista e tinha uma doutrina nacionalista. Um aspecto político importante do planejamento liberal foi que os investimentos ocidentais aumentaram, mas, ao mesmo tempo, a política externa não alinhada pôde ser continuada. A identificação total com o Ocidente não foi, portanto, possível. Como o planejamento liberal era visto principalmente como um modelo econômico e não como um modelo político, o governo de Ahidjo não considerou necessário democratizar o país.
Abel Eyinga liga a teoria do planejamento liberal à doutrina econômica gaullista e vê o planejamento liberal como "o equivalente africano da ‘participação’". Segundo ele, o conceito de planeamento liberal surgiu pela primeira vez por volta de 1965, no Gabão, onde o conceito — possivelmente elaborado de forma diferente do que mais tarde em Camarões — foi abraçado como uma ideologia econômica.
Para desenvolver, visando o futuro, todos os recursos do país, o presidente de Camarões nessa altura estabeleceu para si o objetivo do desenvolvimento egocêntrico e a doutrina do "liberalismo planejado", que define da seguinte forma: "Pretendemos submeter, doravante, as nossas relações econômicas internacionais aos nossos objetivos de desenvolvimento interno, ou seja, pretendemos promover uma economia verdadeiramente integrada, caracterizada pelo controle efetivo dos principais fatores de desenvolvimento". É, no fundo, um socialismo humano que busca seu caminho de forma pragmática.
O presidente Ahmadou Ahidjo El Hadj explicou esta escolha na altura declarando: "O fator mais dinâmico do nosso início é, acreditamos, a nossa escolha pelo liberalismo em questões econômicas; liberalismo, graças ao qual a perspectiva do lucro legítimo incentiva a iniciativa e graças a qual a liberdade fertiliza a imaginação. Mas trata-se de um liberalismo ordenado, seletivo e não anárquico; aquele que encontra o seu cumprimento no quadro previamente definido do Plano. Em questões econômicas e particularmente em questões de investimento, acreditamos mais nos efeitos psicológicos favoráveis da liberdade e da confiança do que nos resultados das ações devidas ao constrangimento. Na atual situação nacional e global, esta política de liberalismo é sem dúvida a melhor para o nosso país e consequentemente a mais de acordo com o interesse do nosso povo. Representa a conjunção feliz entre o ideal de desenvolvimento para o qual tendemos e a realidade. Ela expressa esse realismo do qual não podemos nos afastar em nossa ação. Dizemos, portanto, em voz alta que os investimentos privados, nacionais ou estrangeiros, serão sempre bem-vindos em Camarões e encontrarão a garantia da sua plena rentabilidade nas operações do nosso código de investimento, precisamente concebido no espírito da nossa opção liberal. Digamos também que isso, no entanto, não exclui a possibilidade, ou mesmo a necessidade, de um setor público ou misto, um instrumento nas mãos do governo para impulsionar, controlar ou orientar toda a economia nacional e, ao mesmo tempo, salvaguardar os interesses fundamentais do Estado".
No entanto, a adaptação da economia tradicional a um ritmo moderno de desenvolvimento que o presidente procurava não podia ser alcançada apenas pela ação do Estado, dados os meios financeiros à sua disposição. Era, portanto, feito em linha com um "liberalismo planeado", ou seja, pela recusa da onda anárquica de iniciativas descontroladas combinada com o desejo de dirigir e conter a pressão das atividades criativas. Para isso, o governo recorreria ao setor privado, cuja ação considerava ser o agente mais dinâmico do desenvolvimento. As principais opções seriam indicadas no âmbito de um plano flexível e adaptável, delineando os caminhos para equilíbrios econômicos desejáveis.
A. Ahidjo disse sobre o liberalismo planejado: "Desejamos (...) lançar as bases para uma social-democracia que rejeita toda ideia de alienação do homem, mesmo que essa alienação carregue em si a promessa de uma vida melhor para nossos filhos e netos. Somos, portanto, a favor de liberalismo, um liberalismo moderno e planejado, isto é, que é mantido sob controle pela regulamentação estatal. Consideramos, portanto, a propriedade privada dos meios de produção e a sua utilização para lucro privado como um sinal de progresso".
Kamé Samuel, um dos principais "ideólogos" de Ahmadou Ahidjo, não hesitou em citar Hitler e Goebbels ou referir-se entusiasticamente à "Juventude Nazista" e às "organizações da UNR durante o golpe militar em Argel". O embaixador francês em Camarões, Jean-Pierre Bénard, num relatório dirigido à sua hierarquia, reconhece que "o Sr. Kamé não esconde as suas preferências por uma política de estilo fascista". Essa é também a opinião de Paul Audat, um administrador colonial que era próximo de Kamé: "Ele é um estudante que se tornou um fascista. Um partido único fascista, um defensor do poder absoluto do chefe de Estado, que sempre foi muito virulento contra a UPC". Contudo, não se sabe se Kamé Samuel influenciou o liberalismo planejado oficialmente.
Os críticos afirmam que o liberalismo planeado falhou devido à generalização corrupção, esmagadora burocracia governamental, quase nenhum desenvolvimento do país e apoio governamental imprudente a certos investidores estrangeiros. Essas falhas tornaram-se evidentes durante o crise econômica de meados da década de 1980. Camarões sob Paul Biya desde então tem se voltado cada vez mais para privatização de indústrias estatais almejando estimular sua economia.
Paulo Biya, o segundo e atual presidente, criou uma ideologia semelhante chamada "liberalismo comunitário", a diferença entre o liberalismo planeado e o liberalismo comunitário é que o liberalismo comunitário apoia mais privatizações, mas a ideia de uma "terceira via" ainda faz parte da ideologia.

## Outros países
Durante o governo do presidente Juvénal Habyarimana (1973–1994), Ruanda adotou uma política econômica denominada "liberalismo planificado" (libéralisme planifié). O liberalismo planificado como ideologia econômica foi proclamado no terceiro congresso do Movimento Revolucionário Nacional para o Desenvolvimento (MRND), no poder, em 1980 e envolveu um plano de desenvolvimento de seis anos (1980–1986) destinado a investidores estrangeiros (ocidentais), produção alimentar auto-suficiente, melhor utilização dos recursos humanos e melhores condições de vida. Em 1988, as empresas estatais foram privatizadas como parte da política do liberalismo planificado.
A Costa do Marfim sob Félix Houphouët-Boigny de 1960 a 1978 abraçou algo semelhante ao liberalismo planejado, depois adotou o liberalismo econômico. O Partido Democrático da Costa do Marfim (PDCI) afirma ser economicamente liberal, o que exclui a intervenção estatal nas atividades econômicas. O PDCI chegou a abraçar o capitalismo de Estado de 1960 a 1969. No Governo Houphouët, a Costa do Marfim seguiu o caminho liberalista de livre mercado depois de 1978.
Senegal sob Léopold Sédar Senghor a partir de 1975 adotou algo semelhante ao liberalismo planejado, mesmo que fosse mais um modelo de economia mista.
Na Primeira República de Madagascar sob Philibert Tsiranana (1959–1972) foram prosseguidas políticas econômicas muito semelhantes ao liberalismo planejado.
Guiné sob Lansana Conté abraçou o liberalismo planejado de 1985 a 1986 antes passar a defender o liberalismo econômico.
O Gabão sob Omar Bongo de 1978 a 1987 tentou adotar o liberalismo planejado, antes de abraçar liberalismo econômico novamente como nas décadas de 1960 e 1970. De 1987 a 1990, depois de parar de defender o liberalismo planejado, o governo ainda abraçou o intervencionismo estatal, antes de abraçar o livre mercado capitalista. Omar Bongo desenvolveu a filosofia que foi referida como "Renovação" (Rénovation), cujo principal objetivo era combater o tribalismo e o regionalismo e criar uma identidade nacional. Empreendedores estrangeiros foram atraídos e foi feita uma tentativa de criar uma classe média com nativos. Ficou então claro que a Renovação havia levado principalmente ao capitalismo predatório e, portanto, o lema "Renovar a Renovação" (Rénover la Rénovation) foi levantado. Bucou-se combater o capitalismo predatório através de um "liberalismo dirigido" (libéralisme dirigé) no qual o papel do Estado na vida econômica foi reforçado. O presidente acreditava que o "liberalismo dirigido" era essencialmente uma forma de capitalismo mas resultaria em uma espécie de socialismo. O liberalismo dirigido ou planeado também foi aplicado noutros países da África francófona como alternativa ao capitalismo liberal e socialismo. Desde 1976, a política do país estava orientada para  "O Progressismo Democrático e Coordenado" (Le Progressisme Démocratique et Concerté), embora nunca tenha ficado realmente claro o que isso realmente implicava, exceto que, de acordo com Omar Bongo era uma filosofia que estava em consonância com as "tradições africanas" e abraçava uma espécie de "humanismo de comunidade", bem como uma continuação do liberalismo econômico depois de 1990 novamente.
Marrocos no final da década de 1970 até meados da década de 1980 tentou adotar um sistema econômico semelhante ao do liberalismo planejado.